# Подільське воєводство
48°40′23″ пн. ш. 26°35′10″ сх. д. / 48.673° пн. ш. 26.5861° сх. д.
Поді́льське воєво́дство (лат. Palatinatus Podoliae, пол. Województwo podolskie) — адміністративно-територіальна одиниця Королівства Польського та Корони Польської в Речі Посполитій. Існувало в 1434—1793 роках. Створене на основі земель Подільського князівства. Входило до складу Малопольської провінції. Належало до регіону Русь. Розташовувалося в південній частині Речі Посполитої, на півдні Русі. Головне місто — Кам'янець (Кам'янець-Подільський). Очолювалося подільськими воєводами. Сеймик воєводства збирався у Кам'янці. Мало представництво із 3 сенаторів у Сенаті Речі Посполитої. Складалося з 3 повітів. Станом на 1791 рік площа воєводства становила 19 152 км². Населення в 1790 році нараховувало 463 087 осіб. Ліквідоване 1793 року під час другого поділу Речі Посполитої. Територія воєводства увійшла до складу Подільського намісництва Російської імперії.

## Історична географія
Постало внаслідок:

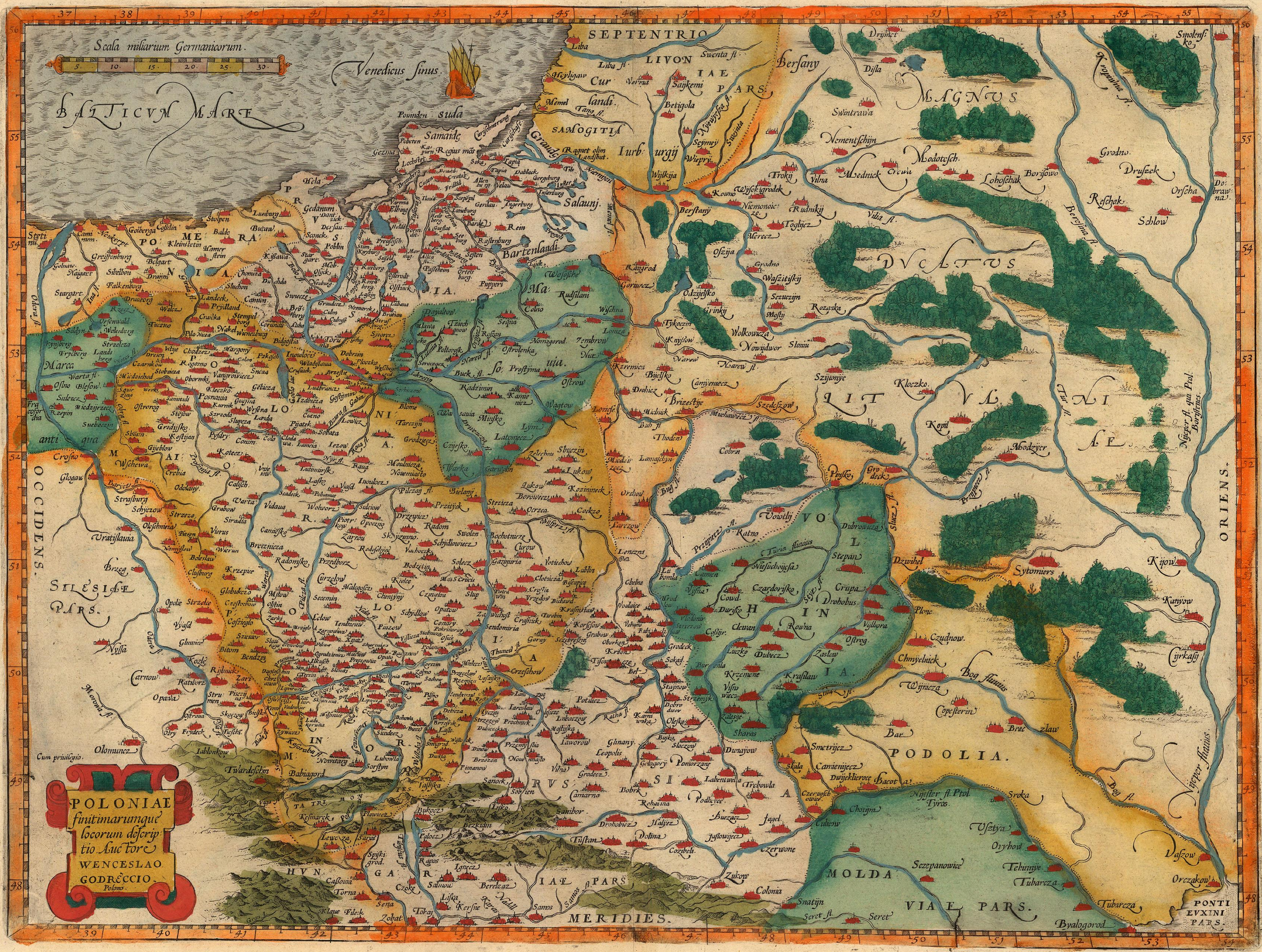
Поділля, атлас Ортеліуса. Автор Waclaw Grodecki, 1580 р.

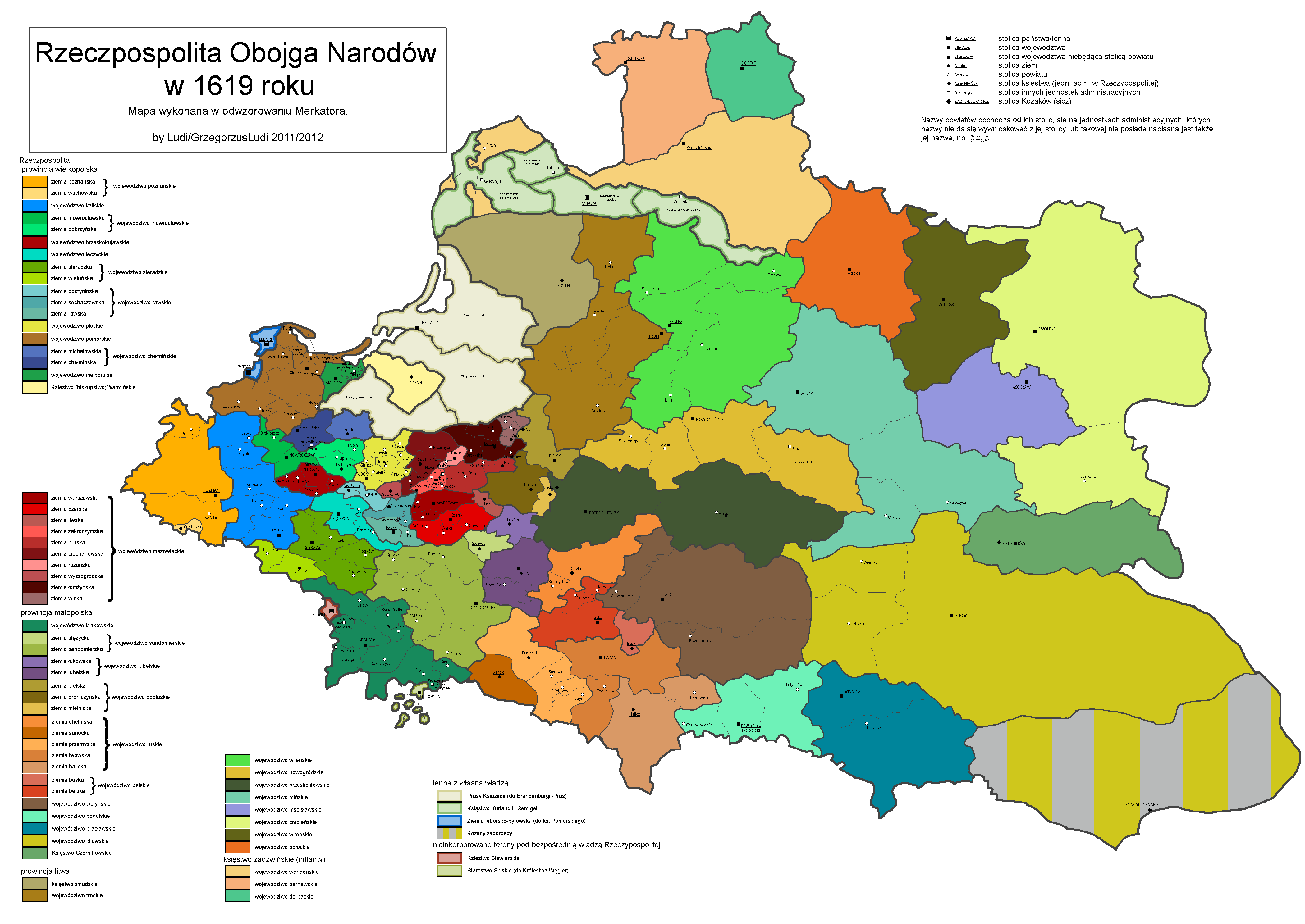
Подільське воєводство (1619) на мапі РП1.

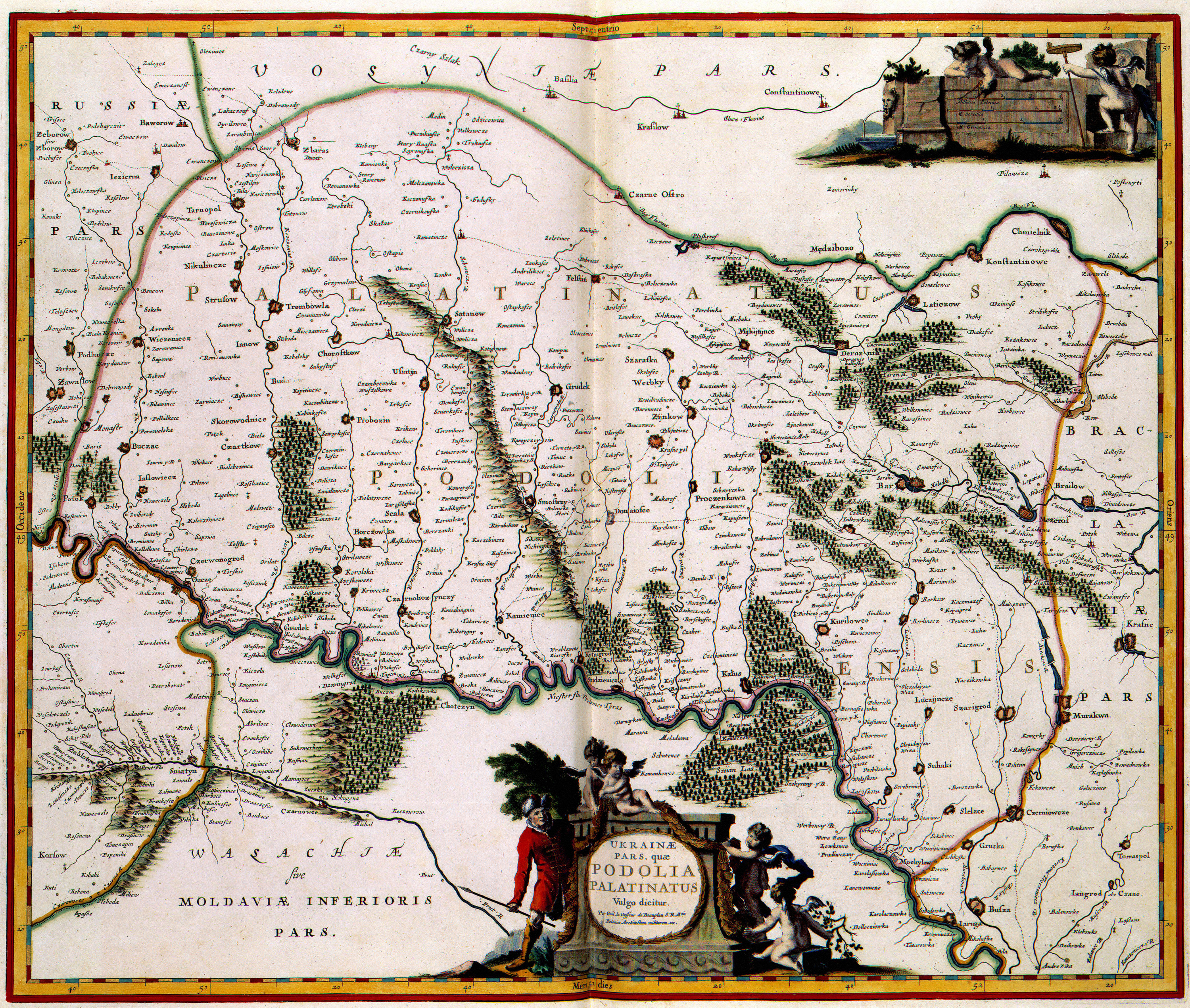
Подільське воєводство (1660). Г. Боплан

- а) поширення на руські землі Польського Королівства положень Єдльнінського привілею (1430 року) і розповсюдження на місцеву шляхту положень коронного права, яка зрівняла їх у правах;
- б) боротьби за Поділля між Владиславом II Яґайлом та Свидриґайлом у 1431—1432 рр., коли внаслідок перемир'я 1432 р. за Польським Королівством залишалося Західне Поділля із замками, центрами старих волостей:
  - Кам'янцем,
  - Смотричем,
  - Червоногродом,
  - Скалою,
  - Бакотою,
- а за ВКЛ — з
- Брацлавом,
- Вінницею.

Починаючи від 1435 р., у джерелах фігурують урядники новоствореного воєводства: воєвода, каштелян, суддя, підсудок, писар, підкоморій. Остаточно територія Подільського воєводства сформувалася після виправи кам'янецького генерального старости Теодорика з Бучача Язловецького в 1447 р., в результаті якої до його території було приєднано північно-східні повіти із замками Летичів і Хмільник.

### Географія
На середину XV ст. стабілізувалися кордони воєводства. Західною межею Подільського воєводства була р. Стрипа, нижче міста Бучач кордон йшов на схід до р. Збруч, залишаючи теперішнє м. Чортків у Теребовельському повіті Галицької землі Руського воєводства[джерело?], м. Гусятин до Поділля. Далі вверх до Збручу, вище м. Тарноруда. Після чого кордон повертав на схід і у верхів'ях р. Смотрич повертав на північ, далі йшов лівим берегом р. Вовчок, де у його середній течії повертав на північний схід, за р. Іквою, йшов на схід. За м. Хмільник, кордон повертав на південь. Потім від верхів'їв р. Мурави і вздовж неї йшов до впадання у р. Дністер. Південний кордон йшов берегом р. Дністер.
Східна межа із Брацлавським воєводством пролягала в районі сучасної автодороги М21, крайні населені пункти П. в. — Миколаївка, Літин, Бірків, Біликівці, Межирів, Коростівці, Станіславчик, Тарасівка, Шаргород, Політанки, Березівка, Шлишківці, Сказинці, Воєводчинці, Бронниця.
Площа Подільського воєводства в межах 1772 р. становила 18963 км².
До середини XVI ст. назва Подільське воєводство(лат. Pallatinatus Podolie) не використовувалася в офіційних документах. Поширеною була назва Подільська земля (лат. Terra Podolie). Наприкінці XVI ст., у 1581 р., внаслідок рішення Варшавського сейму, у м. Летичеві утворюється гродський суд, а Подільське воєводство ділиться на 2 судових гродських повіти. Спроби створити у 1641 р. окреме земське судочинство у Летичеві виявилися невдалими. На карті 1592 р. Теребовельський повіт ще належить до Руського воєводства, але на 1609 р. він вже був у складі Подільського в-ва як і Червоногродський. Тобто західна межа із Руським в-вом стала проходити по річці Коропець.
Боплан на своїх картах називає П. в. також «Кам'янецьке воєводство» (фр. Palatinat de Kamieniec) і «Верхнє Поділля» (фр. Haute Podolie, лат. Superior Podolie) на відміну від Брацлавського в., яке підписане «Нижнє Поділля» (фр. Basse Podolie, лат. Inferior Podolie)
У 1672—1699 рр. територія воєводства була під владою Османської імперії, яка утворила тут Подільський еялет.
1766 р., згідно з постановою Варшавського сейму, було створено окремий земський суд у Летичеві, що спричинило появу повноцінного Летичівського повіту — третім повітом у Подільському воєводстві, який оформився згідно з рішеннями гродненського сейму 1726 р. Червоногородському повіту надавалися титулярні земські уряди хорунжого, стольника, підчашого, підстолія, чашника, ловчого, мечника і скарбника. Окремого судочинства цей повіт не мав.
Внаслідок першого поділу Речі Посполитої у 1772 р. територія Червногородського повіту, по р. Збруч, війдійшла до складу Австрійської імперії. Внаслідок другого поділу у 1793 р. територія Подільського воєводства була приєднана до складу Російської імперії (Волинське намісництво, пізніше Подільське намісництво).

## Адміністративно-територіальний устрій
Адміністративно-територіальний устрій у XV ст. був дуалістичним, поруч зі старими волостями, центрами замкових повітів: Бакотський, Зіньківський, Кам'янецький, Летичівський, Меджибізький, Ровський, Сатанівський, Скальський, Смотрицький, Хмільницький, Червоногродський.
Існував єдиний судово-адміністративний Кам'янецький повіт.
Подільське воєводство налічувало 3 повіти та 12 староств; 3 сенаторів до Сейму: кам'янецький латинський єпископ, кам'янецький каштелян, подільський воєвода.
Повіти:
- Летичівський повіт → Летичів
- Кам'янецький повіт → Кам'янець
- Червоногородський повіт → Червоногород

Староства: Кам'янецьке, Летичівське, Червоногородське, Барське, Хмільницьке, Копайгородське, Мукарівське, Плоскирівське, Сальницьке, Скальське, Смотрицьке, Уланівське.

## Релігія
Католицьких храмів, що мали б задовольняти бодай щотижневі релігійні потреби католиків, не було так вже й багато, попри наявність Львівської католицької митрополії та  трьох єпископських кафедр у Перемишлі, Кам'янці та Холмі. У Подільському воєводстві кількість католицьких храмів не перевищувала й десяти до кінця XV століття: Кам'янець, Смотрич, Ягільниця, Червоногрод, Язловець, Городок, Летичів, Меджибіж, Зіньків та Оринин.
Податкові документи, та краще збережені актові книги, XVI століття дають змогу нам реконструювати сітку православних парафій на цих землях, і їхня кількість ні в яке порівняння не йтиме з поодинокими католицькими  храмами там.